# Charlott Arndt
Charlott Arndt (* 5. März 1992 in Finsterwalde) ist eine ehemalige deutsche Radsportlerin.

## Werdegang
2009 wurde Charlott Arndt Vize-Weltmeisterin der Juniorinnen im Teamsprint, gemeinsam mit Christina Konsulke. Im selben Jahr belegten die beiden Fahrerinnen im Teamsprint gemeinsam Rang drei der Junioren-Europameisterschaften. Arndt wurde zudem deutschen Junioren-Meisterin im 500-Meter-Zeitfahren sowie Vize-Meisterin im Sprint.
2010 wurden Arndt und Konsulke Vize-Europameisterinnen der Junioren im Teamsprint.
Im Jahr 2012 errang Charlott Arndt den nationalen Meistertitel im Keirin bei den deutschen Bahnmeisterschaften in Frankfurt/Oder. Des Weiteren wurde sie deutsche Vizemeisterin im 500-Meter-Zeitfahren und im Sprint. 2012 erklärte sie ihren Rücktritt vom aktiven Leistungssport.

## Teams
- 2012 Track-Team-Brandenburg